# Saudi Vision 2030
Saudi Vision 2030 (arab. ‏رؤية السعودية ٢٠٣٠‎, trb. ruija as-sudija alfajjn thalathun), nazywany również Projektem 2030 – rządowy program Arabii Saudyjskiej, którego celem jest osiągnięcie zwiększonej dywersyfikacji gospodarczej, społecznej i kulturalnej kraju, zgodnie z wizją saudyjskiego następcy tronu i premiera Mohammeda bin Salmana. Został on oficjalnie ogłoszony 25 kwietnia 2016 r.
Arabia Saudyjska pozostaje w dużym stopniu uzależniona od dochodów z ropy naftowej – w 2022 roku odpowiadała ona za około 40% PKB Arabii Saudyjskiej i 75% jej dochodów fiskalnych.
W ramach Projektu realizowane są mnogie inwestycje budowlane i gospodarcze mające stymulować lokalny rozwój sektorów usług, sportu, nauki i turystyki, które stałyby się stabilnymi źródłami dochodu dla Królestwa w razie wykorzystania posiadanych rezerw ropy. 
Za określenie i monitorowanie mechanizmów oraz środków mających kluczowe znaczenie dla wdrożenia Projektu 2030 odpowiada Rada ds. Gospodarczych i Rozwoju (CEDA).